# 志賀隼哉
志賀 隼哉 （しが しゅんや、1991年11月21日 - ）は、NHKのアナウンサー。

## 人物
大分県竹田市出身。立教大学経営学部卒業後、2014年にNHKに入局。
初任地は徳島放送局。2017年に甲府放送局、2021年に広島放送局、2024年4月に東京アナウンス室へ異動。
2024年4月1日放送開始の『午後LIVE ニュースーン』のサブキャスター&中継リポーターに起用されることが同年2月14日に発表された。

## 現在の担当番組
- 午後LIVE ニュースーン（サブキャスター・中継リポーター：2024年4月1日 - ）[4]
  - 池田伸子の代理キャスター：2024年10月31日
- ラジオニュース（不定期）

## 過去の担当番組

### 徳島放送局時代（2014年度 - 2016年度）
- 徳島県のニュース・中継・リポート
- とく6徳島（キャスター代行）
- うまいッ!（2016年3月13日）
- 着信御礼!ケータイ大喜利
- あさイチ（2016年11月17日）

### 甲府放送局時代（2017年度 - 2020年度）
- Nスペ5min（2018年3月10日）
- あさイチ（2018年9月27日）
- Newsかいドキ（2018年4月 - 2021年3月） - キャスター[注釈 1]）
- 山梨県のニュース・中継・リポート

### 広島放送局時代（2021年度 - 2023年度）
- NHKニュースおはようひろしま・NHKニュースおはようちゅうごく（2021年4月 - 2023年3月22日） - キャスター（隔週担当）
- 令和4年広島平和記念式典（広島市原爆死没者慰霊式並びに平和祈念式）（2022年8月6日） - ラジオ進行[5][6]
- 大雨関連特設ニュース（2023年7月10日：全国放送） - 広島放送局より中国地方の災害状況を伝えた[注釈 2]。
- お好みワイドひろしま（2023年8月9日 - 10日） - 岡崎太希の代理キャスター
  - お好み845（平日・シフト勤務）
  - ニュースちゅうごく645（県域放送休止時の上記の代替）
    - お好みサタデー（土曜日・シフト勤務）
    - お好みサンデー（日曜日・シフト勤務）
    - お好みホリデー（祝日・シフト勤務）
- 令和6年能登半島地震の災害報道対応による金沢放送局への応援派遣
  - 能登半島地震石川県のニュース・ライフライン情報、かがのとイブニング（2024年1月22日） - 七尾市から中継リポート
  - かがのとイブニング、NHKニュース7（2024年1月23日） - 金沢駅から中継リポート
  - かがのとイブニング（2024年1月24日） - 金沢市から中継リポート
  - 能登半島地震石川県のニュース・ライフライン情報（2024年1月25日） - ニュースリーダー（ライフライン情報のみ）
- 中国地方・広島県のニュース・中継・リポート[7]

### 東京アナウンス室時代（2024年度 - ）
- お好み845、広島県・中国地方のニュース（広島放送局への応援。2024年7月22 - 23日、2025年8月6日 - 7日の夜勤対応）
- NHKニュース（関西）、近畿地方のニュース（大阪放送局への応援。2025年3月14日）